# 社会静力学
社会静力学是奥古斯特·孔德的实证社会学的两个主要部分之一。孔德为社会学规定的研究内容是“秩序与进步”，相应地，其社会学思想分为动力学与静力学两部分。静力学的主题就是社会秩序或社会协调，即社会各个构成部分之间平衡、和谐与稳定的关系。在现实背景上，秩序是在法国大革命后思想与静神的无政府状态以及政治、道德的危机下的社会所急需的。它的学术背景则是解剖学对于实证社会学的借鉴作用，社会秩序的研究原点，是类似于器官的各种组织如何通过相互作用形成类似于生命有机体的统一的社会整体。对静态的社会共性规律的发现是对社会发展进化进行研究的基础。孔德如此阐述静力学的学术地位与需要：“根据一个假定的抽象概念，应当把人类秩序作为一个不变的东西首先加以研究。这样我们就能对各个时期和各个地方必然相通的各种基本规律作出估价。这种系统的基础工作有助于我们以后对逐步进化作出全面的解释。”
孔德的静力学的主要内容是以人性结构与社会性质结构为单位实现对于社会各个不同部分的结构关系，以及彼此间持久不断的相互作用和反作用的研究，也就是研究个人生活、家庭生活和社会生活几个不同层次的结构和相互关系的各个方面。社会的基本要素包括家庭、宗教、经济合作与政治管理，但这些要素最终是由包括情感、活动与智力三种属性的人性所作出根本性解释的，所以人性正是形成与改变社会的基本力量。
曾研究过孔德的赫伯特·斯宾塞沿用了社会静力学这个概念并于1851年出版了《社会静力学》一书，在书中依据其成形的社会进化论陈述了人类自由发展与个体自由的正当性。